# Краснополянський сільський округ (Шетський район)
Краснополя́нський сільський округ (каз. Красная поляна ауылдық округі, рос. Краснополянский сельский округ) — адміністративна одиниця у складі Шетського району Карагандинської області Казахстану. Адміністративний центр — село Красна Поляна.
Населення — 1067 осіб (2021; 1299 у 2009, 1675 у 1999, 2407 у 1989).
Станом на 1989 рік існувала Краснополянська сільська рада (села Деріпсал, Красна Поляна, Пікет, селища Байгара, Кара-Мурун), село Сулу-Мадіне перебувало у складі Дар'їнської селищної ради. 2007 року були ліквідовані села Байгара, Сулумадіне.

## Склад
До складу округу входять такі населені пункти:
| Населений пункт               | Населення, осіб (1989) | Населення, осіб (1999) | Населення, осіб (2009) | Населення, осіб (2021) |
| ----------------------------- | ---------------------- | ---------------------- | ---------------------- | ---------------------- |
| Бекет, село                   | 393                    | 273                    | 288                    | 257                    |
| Деріпсал, село                | 261                    | 170                    | 88                     | 49                     |
| Красна Поляна, село           | 1030                   | 786                    | 622                    | 578                    |
| Карамурун, село               | 468                    | 205                    | 301                    | 183                    |
| Роз'їзд 811, станційне селище | 16                     | 191                    | -                      | -                      |
| Сулумадіне, село              | 239                    | 50                     | -                      | -                      |